# Asphodeline
Asphodeline é um género botânico pertencente à família Asphodelaceae.